# Yozgatspor
Yozgatspor – turecki klub piłkarski z siedzibą w mieście Yozgat, działający w latach 1959–2015, grający niegdyś w Süper Lig.

## Historia
Klub został założony 23 stycznia 1959. W 2000 roku wywalczył swój historyczny awans do pierwszej ligi tureckiej. W swoim pierwszym sezonie zajął w niej 7. miejsce. W sezonie 2001/2002 zajął ostatnią 18. pozycję i spadł o klasę niżej. 25 kwietnia 2015 klub ogłosił upadłość.

## Historia występów w pierwszej lidze
| Sezon     | Pozycja      | M  | Pkt. | Z  | R  | P  | GZ | GS |
| --------- | ------------ | -- | ---- | -- | -- | -- | -- | -- |
| 2000/2001 | 7.           | 34 | 49   | 13 | 10 | 11 | 55 | 46 |
| 2001/2002 | 18. (spadek) | 34 | 27   | 6  | 9  | 19 | 46 | 67 |

## Reprezentanci kraju grający w klubie
Stan na czerwiec 2015
| - Tarık Daşgün - Serhat Güller - Mustafa Özer - Selim Özer - Yusuf Tepekule - Emre Toraman - Gökhan Ünal - Muscal Mvuezolo - Timo Marjamaa | - Antti Sumiala - Yaw Acheampong - Kwame Ayew - Yaw Preko - Moses Sakyi - Saliou Diallo - Ibrahima Sory Soumah - Mohammed Salem Al-Enazi - Arbën Nuhiji |